# 1913年8月31日日食
1913年8月31日日食是一次日偏食，發生於1913年8月31日。新月當天（即朔日），地球上觀測到月球和太阳的角距離極小，此時月球如果恰好在月球交點附近，穿過太阳和地球之間，與地球、太阳接近一直線，則會出現日食。由於月球偏北或偏南，本影及偽本影從地球以北或以南經過而未接觸地表，只有半影覆蓋了地球北端或南端部分區域，形成日偏食。此次日偏食月球偏北，出現在北美洲東北部及周邊部分地區。

## 日食概況

### 出現區域
本次日偏食可在加拿大東部、紐芬蘭自治領（今加拿大紐芬蘭與拉布拉多省）、格陵兰除西北端外的絕大部分、斯瓦尔巴西半部、冰岛除東南端外的絕大部分看到。

### 基本參數
- 類型：日偏食
- 食分最大處（位於冰岛西南約330公里的北大西洋）資料：
  - 時間：1913年8月31日20:51:57
  - 地點：61°30′N 26°48′W / 61.5°N 26.8°W
  - 食分：0.1513（日食帶內最大）[3]

## 相關的日食

### 1913-1917年的日食
月球交替位於相對的月球交點時，以半個交點年（食年），即約177天又4小時間隔出現下列日食。
註：1913年4月6日和1913年9月30日的日偏食屬於上一組交點年系列。1916年12月24日、1917年6月19日的日偏食和1917年12月14日的日環食屬於下一組交點年系列。
| 降交點   | 降交點                   |          | 升交點                   | 升交點 |
| 沙羅周期 | 地圖                     | 沙羅周期 | 地圖                     |        |
| 114      | 1913年8月31日 偏食（北） | 119      | 1914年2月25日 環食       |        |
| 124      | 1914年8月21日 全食       | 129      | 1915年2月14日 環食       |        |
| 134      | 1915年8月10日 環食       | 139      | 1916年2月3日 全食        |        |
| 144      | 1916年7月30日 環食       | 149      | 1917年1月23日 偏食（北） |        |
| 154      | 1917年7月19日 偏食（南） |          |                          |        |

## 資料來源
1. ↑  樊忠玉. . 中国天文科普网.   [2016-04-01]. （原始内容存档于2014-09-17）.
2. ↑  Fred Espenak. . NASA Eclipse Web Site.   [2016-04-01]. （原始内容存档于2020-10-21）.（英文）
3. ↑  Fred Espenak. . NASA Eclipse Web Site.   [2016-04-01]. （原始内容存档于2020-10-21）.（英文）

## 外部連結
- NASA日食專頁（页面存档备份，存于）（英文）
- 可見區域圖和時間統計：由弗雷德·埃斯佩納克做出的日食預報，NASA/GSFC
  - 貝塞爾元素

| \| \| 日食 \|                            |                              |                                           |
| 上一次日食： 1913年4月6日日食 （日偏食） | 1913年8月31日日食 （日偏食） | 下一次日食： 1913年9月30日日食 （日偏食） |
| 上一次日偏食： 1913年4月6日日食          | 1913年8月31日日食 （日偏食） | 下一次日偏食： 1913年9月30日日食          |
|                                          | 日食                         |                                           |